# فرانسیس ماگوندایو
فرانسیس ماگوندایو (به انگلیسی: Francis Magundayao)(زاده ۱۴ مه ۱۹۹۹) بازیگر و مدل تجاری فیلیپینی است.